# Quintet d'Stephan
El Quintet d'Stephan és un grup de cinc galàxies situat en la constel·lació del Pegàs. Va ser el primer grup compacte a ser descobert. El grup va ser descobert per Édouard Stephan en 1877, en l'Observatori de Marsella. El grup és el més estudiat de tots els grups compactes. Visualment, el membre més brillant és NGC 7320.
Recentment, es va produir una col·lisió de galàxies. Quatre de les galàxies del Quintet d'Stephan col·lisionaran en el futur. NGC 7318B està col·lisionant amb NGC 7318A, i el Telescopi Espacial Spitzer, de la NASA, va captar gas i pols interestel·lar sortint d'aquestes dues galàxies, principalment hidrogen molecular.
NGC 7320 presenta un petit desplaçament cap al roig (790 km/s), mentre que els altres membres presenten un gran desplaçament cap al roig (prop de 6600 km/s). A causa que el desplaçament cap el roig és proporcional a la distància, NGC 7320 està aproximadament a 39 milions d'anys llum de la Terra, distància significativament menor que els 210-340 milions d'anys llum de les altres quatre galàxies. Això podria indicar que el que estem observant no és un grup lligat de cinc galàxies, quatre efectivament ho serien i la cinquena seria una projecció. Aquest efecte seria similar al que es dona en les constel·lacions, on projectem els estels sobre un plànol i aquests estels no estan necessàriament a la mateixa distància.

## Membres
| Nom                   | Tipus        | A.R.(J2000)   | Dec. (J2000) | Redshift (km/s) | Magnitud aparent |
| --------------------- | ------------ | ------------- | ------------ | --------------- | ---------------- |
| NGC 7317              | I4           | 22h 35m 51.9s | +33° 56′ 42″ | 6599 ± 26       | +14.6            |
| NGC 7318A (UGC 12099) | I2 pec       | 22h 35m 56.7s | +33° 57′ 56″ | 6630 ± 23       | +14.3            |
| NGC 7318B (UGC 12100) | SB(s)bc pec  | 22h 35m 58.4s | +33° 57′ 57″ | 5774 ± 24       | +13.9            |
| NGC 7319              | SB(s)bc pec  | 22h 36m 03.5s | +33° 58′ 33″ | 6747 ± 7        | +14.1            |
| NGC 7320              | (R)SAB(s)0/a | 22h 36m 20.4s | +33° 59′ 06″ | 5985 ± 9        | +16.7            |

## Altres imatges

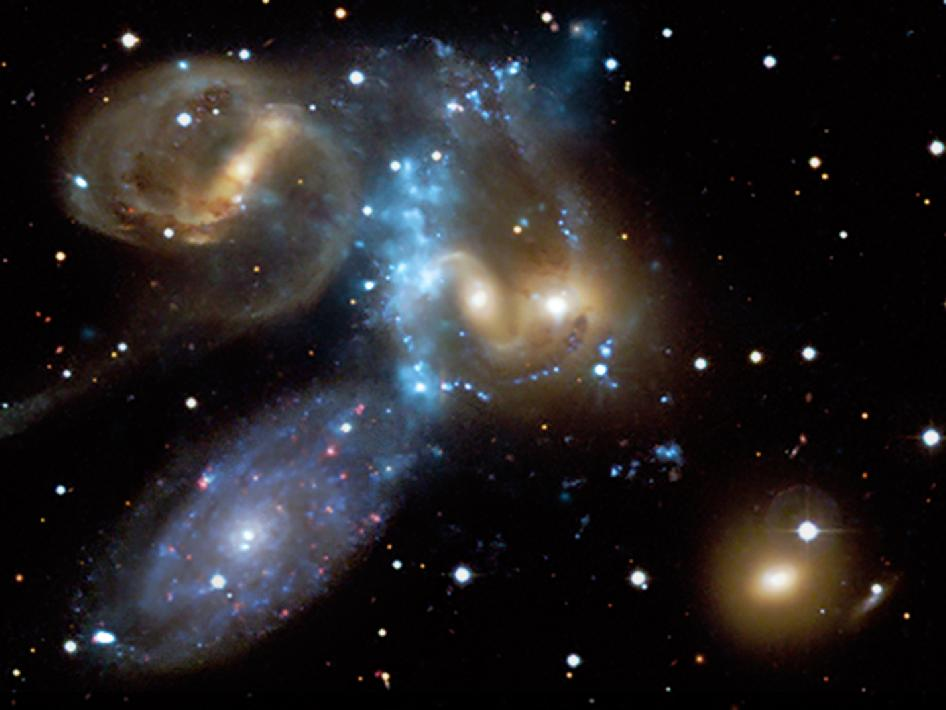
Imatge que inclou Rajos X